# Gran Premio di Cina 2013
Il Gran Premio di Cina 2013 è stata la terza prova della stagione 2013 del campionato mondiale di Formula 1. Si è disputato domenica 14 aprile 2013 sul circuito di Shanghai. La gara è stata vinta da Fernando Alonso su Ferrari, al suo trentunesimo successo nel mondiale. Alonso ha preceduto sul traguardo Kimi Räikkönen su Lotus-Renault e Lewis Hamilton su Mercedes.

## Vigilia

### Sviluppi futuri
La Force India annuncia il prolungamento dell'accordo con la Mercedes per la fornitura dei propulsori anche a dopo il 2013. L'accordo viene esteso anche alla fornitura dei riduttori, dei sistemi idraulici e del KERS.

### Aspetti tecnici
La Pirelli, fornitore unico degli pneumatici, annuncia per questo Gran Premio coperture di tipo medio e morbido, come la scorsa stagione.
La FIA definisce due zone per l'utilizzo del DRS. Oltre al lungo rettifilo tra la curva 13 e la 14 (con punto per la determinazione del distacco tra le vetture posto alla curva 12) in questa stagione i piloti potranno azionare il dispositivo anche sul rettilineo dei box, con detention point stabilito alla curva 16.
Sempre la FIA riconosce come regolamentari le carene di gomma poste sulle sospensioni anteriori della Lotus E21. Secondo alcuni osservatori le coperture non erano regolari perché erano da considerare come degli elementi aerodinamici mobili nella zona di collegamento alla scocca di ogni braccio della sospensione, utili a ottenere una pulizia dei flussi d'aria lungo il telaio della vettura.

### Aspetti sportivi
Il portoghese António Félix da Costa sostituisce, per questo Gran Premio, Sébastien Buemi, quale pilota di riserva alla Red Bull Racing. Buemi è impegnato, nel fine settimana del Gran Premio cinese, in una gara valida per il Mondiale Endurance ad Austin in Texas. Da Costa si è imposto nel 2012 nel Gran Premio di Macao di Formula 3. Il pilota cinese Ma Qinghua partecipa alle prove libere del venerdì con la Caterham, al posto di Charles Pic. Il pilota cinese aveva raggiunto un accordo con l'HRT per correre questa edizione del Gran Premio di casa come pilota titolare. L'abbandono del campionato da parte della scuderia spagnola ha fatto abortire il progetto.
Kevin Magnussen, pilota danese, figlio dell'ex pilota di F1 Jan Magnussen, è nominato pilota di riserva dalla McLaren.
Lewis Hamilton è colpito, nei giorni prima della gara, da un attacco allergico che però non gli impedisce di prendere parte al Gran Premio.
A seguito delle polemiche inerenti al sorpasso compiuto da Sebastian Vettel nei confronti del compagno di scuderia Mark Webber durante il GP di Malesia, che avrebbe violato alcune consegne date ai piloti dal proprio team, Helmut Marko, consulente della Red Bull Racing, ha annunciato che la scuderia si asterrà in futuro dall'inviare delle richieste ai piloti durante i Gran Premi.
Il pilota inglese Mark Blundell è nominato dalla FIA come commissario aggiunto per il Gran Premio. Bludell aveva già svolto in passato tale funzione.

## Prove

### Resoconto
La prima sessione del venerdì è dominata dalle due Mercedes: Nico Rosberg precede Lewis Hamilton. Le due monoposto sono state le più rapide sia sul giro secco che sul passo gara. Dietro le vetture tedesche si portano le due Red Bull, con Mark Webber staccato di quasi un secondo da Rosberg. Sergio Pérez si insabbia con la sua McLaren nella via di fuga della corsia dei box.
Nella seconda sessione il più veloce è Felipe Massa della Ferrari, che precede Kimi Räikkönen su Lotus e l'altro ferrarista Fernando Alonso. La scuderia italiana sembra denotare un ridotto degrado delle gomme rispetto alle altre case. La Marussia di Max Chilton ha compiuto solo cinque giri per una perdita d'olio.
La sessione del sabato vede ai primi due posti le due Ferrari di Fernando Alonso e Felipe Massa. Al terzo posto si è classificato, staccato di quasi sette decimi dallo spagnolo, Lewis Hamilton su Mercedes. La vettura tedesca è risultata però la più veloce con le gomme medie. Il vento ha influenzato la prestazioni delle monoposto.

### Risultati
Nella prima sessione del venerdì si è avuta questa situazione:
| Pos | Nº | Pilota         | Costruttore             | Tempo    | Gap    | Giri |
| --- | -- | -------------- | ----------------------- | -------- | ------ | ---- |
| 1   | 9  | Nico Rosberg   | Mercedes                | 1'36"717 |        | 21   |
| 2   | 10 | Lewis Hamilton | Mercedes                | 1'37"171 | +0"454 | 20   |
| 3   | 2  | Mark Webber    | Red Bull Racing-Renault | 1'37"658 | +0"941 | 21   |

Nella seconda sessione del venerdì si è avuta questa situazione:
| Pos | Nº | Pilota          | Costruttore   | Tempo    | Gap    | Giri |
| --- | -- | --------------- | ------------- | -------- | ------ | ---- |
| 1   | 4  | Felipe Massa    | Ferrari       | 1'35"340 |        | 32   |
| 2   | 7  | Kimi Räikkönen  | Lotus-Renault | 1'35"492 | +0"152 | 32   |
| 3   | 3  | Fernando Alonso | Ferrari       | 1'35"755 | +0"415 | 30   |

Nella sessione del sabato mattina si è avuta questa situazione:
| Pos | Nº | Pilota          | Costruttore | Tempo    | Gap    | Giri |
| --- | -- | --------------- | ----------- | -------- | ------ | ---- |
| 1   | 3  | Fernando Alonso | Ferrari     | 1'35"391 |        | 13   |
| 2   | 4  | Felipe Massa    | Ferrari     | 1'36"013 | +0"622 | 11   |
| 3   | 10 | Lewis Hamilton  | Mercedes    | 1'36"065 | +0"674 | 18   |

## Qualifiche

### Resoconto
Nei primi dieci minuti della Q1 nessun pilota scende in pista, a causa della polvere che è presente sul tracciato. Il più rapido in questa fase è Lewis Hamilton, che chiude in 1'35"793. Vengono eliminati i due piloti della Marussia, della Caterham, assieme a Esteban Gutiérrez e Valtteri Bottas.
In Q2 Hamilton si è confermato come il pilota più veloce, sempre con gomme soft. Durante la sessione Mark Webber è rimasto fermo in pista, per mancanza di carburante. Non potendo i commissari effettuare i prelievi sul carburante, previsti dal regolamento, Webber è stato poi retrocesso all'ultimo posto della griglia. Oltre a lui sono stati eliminati anche le due Force India, Jean-Éric Vergne, Pastor Maldonado e Sergio Pérez.
Nella fase decisiva Sebastian Vettel e Nicolas Hülkenberg non hanno fatto segnare tempi validi: Vettel è entrato in pista solo per effettuare un paio di giri con le gomme medie usate. Poi è rientrato in pista con un altro treno di gomme ma non ha chiuso il giro, a causa di un dritto, in cui ha rovinato la gomma anteriore destra. Anche Jenson Button ha voluto compiere un solo giro con gomme medie, al fine di rodarle per la gara. Il più veloce è ancora Lewis Hamilton, che ha conquistato la ventisettesima pole nel mondiale, la prima ottenuta con la Mercedes, la prima per la casa tedesca dopo un anno di attesa. L'inglese ha preceduto Kimi Räikkönen e Fernando Alonso.

### Risultati
Nella sessione di qualifica si è avuta questa situazione:
| Pos                         | Nº | Pilota              | Costruttore             | Q1       | Q2       | Q3          | Griglia  |
| --------------------------- | -- | ------------------- | ----------------------- | -------- | -------- | ----------- | -------- |
| 1                           | 10 | Lewis Hamilton      | Mercedes                | 1'35"793 | 1'35"078 | 1'34"484    | 1        |
| 2                           | 7  | Kimi Räikkönen      | Lotus-Renault           | 1'37"046 | 1'35"659 | 1'34"761    | 2        |
| 3                           | 3  | Fernando Alonso     | Ferrari                 | 1'36"253 | 1'35"148 | 1'34"788    | 3        |
| 4                           | 9  | Nico Rosberg        | Mercedes                | 1'35"959 | 1'35"537 | 1'34"861    | 4        |
| 5                           | 4  | Felipe Massa        | Ferrari                 | 1'35"972 | 1'35"403 | 1'34"933    | 5        |
| 6                           | 8  | Romain Grosjean     | Lotus-Renault           | 1'36"929 | 1'36"065 | 1'35"364    | 6        |
| 7                           | 19 | Daniel Ricciardo    | STR-Ferrari             | 1'36"993 | 1'36"258 | 1'35"998    | 7        |
| 8                           | 5  | Jenson Button       | McLaren-Mercedes        | 1'36"667 | 1'35"784 | 2'05"673    | 8        |
| 9                           | 1  | Sebastian Vettel    | Red Bull Racing-Renault | 1'36"537 | 1'35"343 | senza tempo | 9        |
| 10                          | 11 | Nicolas Hülkenberg  | Sauber-Ferrari          | 1'36"985 | 1'36"261 | senza tempo | 10       |
| 11                          | 14 | Paul di Resta       | Force India-Mercedes    | 1'37"478 | 1'36"287 | N.D.        | 11       |
| 12                          | 6  | Sergio Pérez        | McLaren-Mercedes        | 1'36"952 | 1'36"314 | N.D.        | 12       |
| 13                          | 15 | Adrian Sutil        | Force India-Mercedes    | 1'37"349 | 1'36"405 | N.D.        | 13       |
| ES                          | 2  | Mark Webber         | Red Bull Racing-Renault | 1'36"148 | 1'36"679 | N.D.        | Pit lane |
| 15                          | 16 | Pastor Maldonado    | Williams-Renault        | 1'37"281 | 1'37"139 | N.D.        | 14       |
| 16                          | 18 | Jean-Éric Vergne    | STR-Ferrari             | 1'37"508 | 1'37"199 | N.D.        | 15       |
| 17                          | 17 | Valtteri Bottas     | Williams-Renault        | 1'37"769 | N.D.     | N.D.        | 16       |
| 18                          | 12 | Esteban Gutiérrez   | Sauber-Ferrari          | 1'37"990 | N.D.     | N.D.        | 17       |
| 19                          | 22 | Jules Bianchi       | Marussia-Cosworth       | 1'38"780 | N.D.     | N.D.        | 18       |
| 20                          | 23 | Max Chilton         | Marussia-Cosworth       | 1'39"537 | N.D.     | N.D.        | 19       |
| 21                          | 20 | Charles Pic         | Caterham-Renault        | 1'39"614 | N.D.     | N.D.        | 20       |
| 22                          | 21 | Giedo van der Garde | Caterham-Renault        | 1'39"660 | N.D.     | N.D.        | 21       |
| Tempo limite 107%: 1'42"498 |    |                     |                         |          |          |             |          |

Con i tempi in grassetto sono visualizzate le migliori prestazioni in Q1, Q2 e Q3.

## Gara

### Resoconto
Anche per questo Gran Premio, come nelle prime due gare stagionali, la telemetria della FIA, che invia informazioni in tempo reale ai piloti durante la gara, non è stata attivata a causa del suo malfunzionamento.
Al via Lewis Hamilton tiene la testa della corsa, seguito da Fernando Alonso e da Felipe Massa, che bruciano al via Kimi Räikkönen. Le due Ferrari superano Hamilton all'inizio del quinto giro, con Massa che passa all'interno e Alonso che passa all'esterno. Sempre nel giro Romain Grosjean prende la quinta piazza a Nico Rosberg.
Alla fine del giro vanno ai box per il primo cambio gomme le due Mercedes, seguite poi da Fernando Alonso. Ora la classifica vede in testa Nicolas Hülkenberg, seguito da Sebastian Vettel, Jenson Button (che non hanno cambiato). I primi due cambiano le coperture al giro 14, con Vettel che approfitta del lento più-stop della Sauber per sopravanzare il tedesco. Button si trova così primo, seguito da Fernando Alonso, Lewis Hamilton, Kimi Räikkönen che ha passato Sergio Pérez, dopo un pretendente contatto tra i due. Massa, dopo il pit stop, si trova dietro al messicano e sembra non avere un gran ritmo.
Al sedicesimo giro Mark Webber tocca Jean-Éric Vergne. Torna ai box con il musetto danneggiato, rientra in pista ma, poco dopo, perde una gomma, che poi attraversa la pista senza però colpire nessuna altra vettura. Al giro 19 Vettel passa Massa e sale al sesto posto, alle spalle di Perez, che come il suo compagno non ha ancora effettuato alcuno stop. Al giro 21 Alonso passa Button, tornando al primo posto. Tre giri dopo entrambi vanno al pit stop. Ora a condurre torna Vettel, seguito da Hülkenberg, e nuovamente da Alonso, poi Button, Hamilton, Räikkönen, di Resta e Massa. Lo spagnolo riprende il comando superando prima Hulkenberg al giro 26 e poi Vettel nel corso del ventinovesimo passaggio. Prima Hamilton e poi Räikkönen passano Button, e tornano a occupare posizioni da podio, dietro ad Alonso e Vettel. Al trentesimo giro Hulkenberg monta gomme soft per uno stint più breve; due giri dopo Vettel cambia montando di nuovo gomme medie, esce dietro al tedesco ma lo sopravanza immediatamente. Poi il tedesco passa anche Button; entrambi devono ancora montare le soft.
Tra il 35º e 37º giro vanno a un nuovo cambio gomme sia Räikkönen che Hamilton, mentre Alonso attende il giro 41. Dopo il cambio gomme Alonso è secondo, dietro a Vettel, ma lo sorpassa subito. Ora la classifica vede primo Fernando Alonso, seguito da Vettel, Räikkönen, Hamilton, Button e di Resta. Al giro 49 ultimo cambio gomme per Button, seguito due giri dopo da Vettel. Il tedesco scende al quarto posto, e negli ultimi giri si riavvicina al podio, ma senza riuscire a superare Hamilton.
Fernando Alonso vince così per la trentunesima volta nel mondiale, ottenendo la duecentoventesima prima piazza per la Ferrari.

### Risultati
I risultati del Gran Premio sono i seguenti:
| Pos | Nº | Pilota              | Costruttore             | Giri | Tempo/Ritiro               | Griglia | Punti |
| --- | -- | ------------------- | ----------------------- | ---- | -------------------------- | ------- | ----- |
| 1   | 3  | Fernando Alonso     | Ferrari                 | 56   | 1h36'26"945                | 3       | 25    |
| 2   | 7  | Kimi Räikkönen      | Lotus-Renault           | 56   | +10"168                    | 2       | 18    |
| 3   | 10 | Lewis Hamilton      | Mercedes                | 56   | +12"322                    | 1       | 15    |
| 4   | 1  | Sebastian Vettel    | Red Bull Racing-Renault | 56   | +12"525                    | 9       | 12    |
| 5   | 5  | Jenson Button       | McLaren-Mercedes        | 56   | +35"285                    | 8       | 10    |
| 6   | 4  | Felipe Massa        | Ferrari                 | 56   | +40"827                    | 5       | 8     |
| 7   | 19 | Daniel Ricciardo    | STR-Ferrari             | 56   | +42"691                    | 7       | 6     |
| 8   | 14 | Paul di Resta       | Force India-Mercedes    | 56   | +51"084                    | 11      | 4     |
| 9   | 8  | Romain Grosjean     | Lotus-Renault           | 56   | +53"423                    | 6       | 2     |
| 10  | 11 | Nicolas Hülkenberg  | Sauber-Ferrari          | 56   | +56"598                    | 10      | 1     |
| 11  | 6  | Sergio Pérez        | McLaren-Mercedes        | 56   | +1'03"860                  | 12      |       |
| 12  | 18 | Jean-Éric Vergne    | STR-Ferrari             | 56   | +1'12"604                  | 15      |       |
| 13  | 17 | Valtteri Bottas     | Williams-Renault        | 56   | +1'33"861                  | 16      |       |
| 14  | 16 | Pastor Maldonado    | Williams-Renault        | 56   | +1'35"453                  | 14      |       |
| 15  | 22 | Jules Bianchi       | Marussia-Cosworth       | 55   | +1 giro                    | 18      |       |
| 16  | 20 | Charles Pic         | Caterham-Renault        | 55   | +1 giro                    | 20      |       |
| 17  | 23 | Max Chilton         | Marussia-Cosworth       | 55   | +1 giro                    | 19      |       |
| 18  | 21 | Giedo van der Garde | Caterham-Renault        | 55   | +1 giro                    | 21      |       |
| Rit | 9  | Nico Rosberg        | Mercedes                | 21   | Sospensione                | 4       |       |
| Rit | 2  | Mark Webber         | Red Bull Racing-Renault | 15   | Ruota                      | 22      |       |
| Rit | 15 | Adrian Sutil        | Force India-Mercedes    | 5    | Collisione con E.Gutiérrez | 13      |       |
| Rit | 12 | Esteban Gutiérrez   | Sauber-Ferrari          | 4    | Collisione con A.Sutil     | 17      |       |

## Classifiche mondiali

### Piloti
| Pos | Pilota             | Punti |
| --- | ------------------ | ----- |
| 1   | Sebastian Vettel   | 52    |
| 2   | Kimi Räikkönen     | 49    |
| 3   | Fernando Alonso    | 43    |
| 4   | Lewis Hamilton     | 40    |
| 5   | Felipe Massa       | 30    |
| 6   | Mark Webber        | 26    |
| 7   | Nico Rosberg       | 12    |
| 8   | Jenson Button      | 12    |
| 9   | Romain Grosjean    | 11    |
| 10  | Paul di Resta      | 8     |
| 11  | Adrian Sutil       | 6     |
| 11  | Daniel Ricciardo   | 6     |
| 13  | Nicolas Hülkenberg | 5     |
| 14  | Sergio Pérez       | 2     |
| 15  | Jean-Éric Vergne   | 1     |

### Costruttori
| Pos | Team                    | Punti |
| --- | ----------------------- | ----- |
| 1   | Red Bull Racing-Renault | 78    |
| 2   | Ferrari                 | 73    |
| 3   | Lotus-Renault           | 60    |
| 4   | Mercedes                | 52    |
| 5   | McLaren-Mercedes        | 14    |
| 6   | Force India-Mercedes    | 14    |
| 7   | STR-Ferrari             | 7     |
| 8   | Sauber-Ferrari          | 5     |

## Decisioni della FIA
Al termine della gara, Mark Webber è penalizzato di tre posizioni in griglia per il Gran Premio del Bahrein per l'incidente con Jean-Éric Vergne. La sua scuderia, la Red Bull, è multata di 5.000 dollari per avere rimandato in pista la vettura dell'australiano senza essersi ben assicurata che le gomme fossero correttamente fissate alla vettura stessa.
Esteban Gutiérrez viene penalizzato di cinque posizioni in griglia sempre per il prossimo Gran Premio del Bahrein per il tamponamento di Adrian Sutil, nelle prime fasi della gara.
Non è stata decisa invece nessuna sanzione per gli otto piloti che erano stati accusati di avere utilizzato il DRS in regime di bandiere gialle.